# Giovanni Dusi
Giovanni Dusi (Verona, 17 gennaio 1923 – Verona, 5 aprile 2003) è stato uno scrittore e partigiano italiano.

## Biografia
Partecipò alla Resistenza nelle file della 30ª Brigata Garibaldi "Ateo Garemi operante sui Monti Lessini-Pasubio, di cui fu comandante, uno dei più giovani comandanti partigiani italiani. Dopo il 1945 si laureò in ingegneria. Fu finalista del Premio Campiello nel 1966 con La moglie (Milano, Bompiani, 1966).

## Opere principali
- La moglie, ed. BOMPIANI 1966 (nella cinquina del Premio Campiello dello stesso anno)
- Il gallo rosso, Venezia, Marsilio, 1973, poi Milano, Rizzoli, Bur, 1975, con introduzione di Giorgio Luti
- I viaggi di Gulliver junior, Padova, Marsilio, 1977
- Corte d'amore, Milano, Mondadori, 1985
- Infedelta amorosa, Venezia, Marsilio, 1992
- Ragione e passione. Scritti civili, Verona, Gemma Editco, 2004